# Bramantino

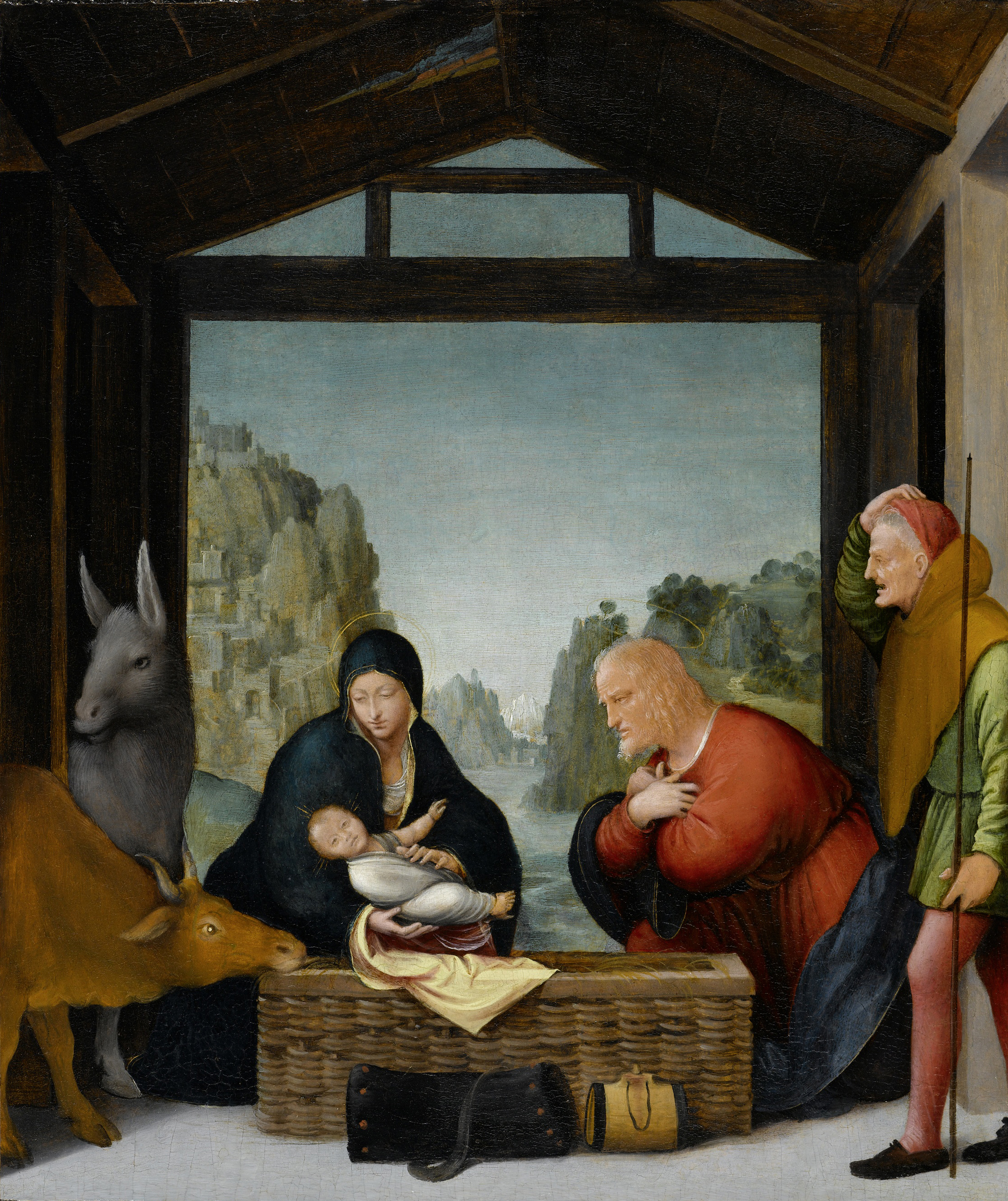
Anbetung der Hirten (1500–1535)

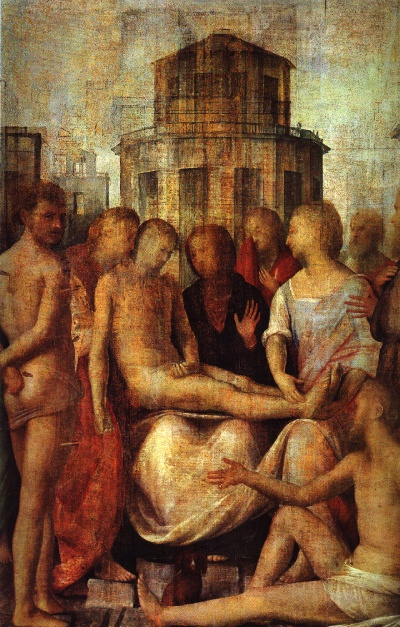
Pietà (spätes 15. Jh.)

Bartolomeo Suardi genannt Bramantino (* 1465 in Mailand oder Bergamo; † 1530 in Mailand) war ein italienischer Architekt und Maler.

## Leben und Wirken
Bramantino war eine Zeit lang Gehilfe Donato Bramantes, woher er seinen Beinamen Bramantino (der kleine Bramante) erhielt. Er begleitete jenen auch nach Rom, wo er im Vatikan tätig war.
In Mailand werden ihm die Vorhalle der Kirche San Nazaro (1518) und verschiedene Gemälde in der Pinacoteca Ambrosiana  und Pinacoteca di Brera (Anbetung Christi, ein dreiteiliger Madonnenaltar, das Fresko einer Madonna mit zwei Engeln) zugeschrieben. Er soll die malerischen Entwürfe Bramantes ausgeführt haben.
Im Jahr 1523 war er als Ingenieur bei der Belagerung Mailands durch die Franzosen im Dienste des Herzogs Francesco Maria II. tätig. Als Maler stand er anfangs unter dem Einfluss des Vincenzo Foppa, dann des Leonardo da Vinci. Er starb 1530, vermutlich in Mailand.

## Werke (Auswahl)
- Anbetung der Hirten, 1500–1535, Öl auf Holz, 50,5 × 43,5 cm.
- Madonna del Latte, um 1490, Holz, 46 × 36 cm.
- Maria mit Heiligen, Holz, 205 × 166 cm.
- Maria mit zwei Heiligen, Fresko, 240 × 135 cm.
- Pietà, Leinwand, 195 × 152 cm.
- Triptychon von S. Michele, 1510, Holz, 123 × 156 cm.
- Flucht nach Ägypten. Wallfahrtskirche Madonna del Sasso[3]
- Die Entwürfe für die Tapisserie-Serie der 12 Monaten, im Auftrag Gian Giacomo Trivulzios, Castello Sforzesco, Mailand.
- Das Mausoleum Trivulzio, auch Kapelle Trivulzio genannt, um 1512, in der Basilika San Nazaro in Brolo, Mailand